# Mats Sundin
Mats Johan Sundin (* 13. Februar 1971 in Bromma) ist ein ehemaliger schwedischer Eishockeyspieler, der im Verlauf seiner aktiven Karriere zwischen 1990 und 2009 für die Nordiques de Québec, Toronto Maple Leafs und Vancouver Canucks in der National Hockey League auf der Position des Centers gespielt hat. Sundin war der erste Europäer, der in einem NHL Entry Draft an der ersten Gesamtposition ausgewählt wurde. Im Verlauf seiner Karriere absolvierte er 1346 NHL-Spiele, in denen er 1349 Scorerpunkte erzielte. Zudem war er der am längsten im Amt befindliche und nicht in Nordamerika geborene Mannschaftskapitän eines NHL-Teams. Auf internationaler Ebene gewann der Schwede die Goldmedaille bei den Olympischen Winterspielen 2006 sowie die Weltmeisterschaften 1991, 1992 und 1998. Im November 2012 wurde er in die Hockey Hall of Fame aufgenommen. 

## Karriere
Sundin begann seine Karriere in der Jugend des mehrfachen schwedischen Meisters Djurgårdens IF. Nachdem er die Saison 1988/89 beim damaligen Zweitligisten Nacka HK verbracht hatte, kehrte er im Sommer 1989 nach Stockholm zum Djurgårdens IF zurück. Im gleichen Jahr sicherten sich die Nordiques de Québec während des NHL Entry Draft 1989 die Transferrechte an dem damals 18-Jährigen. Die Verantwortlichen der Nordiques wählten ihn als Gesamtersten aus. Sundin war damit der erste Europäer, der während eines NHL Entry Draft als Gesamterster ausgewählt wurde. In der Saison 1989/90 war seine vorerst letzte Spielzeit in Europa, bevor der Angreifer nach Nordamerika in die National Hockey League wechselte. 
Sundin konnte mit Djurgården zum Abschluss im Jahr 1990 die schwedische Meisterschaft gewinnen. Bereits in seiner ersten Saison in der NHL bei den Nordiques de Québec konnte der Schwede in 80 Ligapartien 59 Scorerpunkte erzielen und war damit hinter Joe Sakic der punktbeste Spieler des Teams. Sein erstes NHL-Tor erzielte er dabei am 4. Oktober 1990 bei einem Spiel gegen die Hartford Whalers. 
In den folgenden Jahren konnte sich Sundin weiter verbessern und in der Saison 1992/93 in 86 Spielen 118 Mal punkten. Dies war seine erfolgreichste Spielzeit in der National Hockey League. Sundin wurde außerdem nach der Saison mit dem Viking Award für den besten schwedischen Spieler in der NHL ausgezeichnet. Diesen Titel konnte er im Jahr 1994 verteidigen. Am 28. Juni 1994 wurde Sundin zusammen mit Garth Butcher, Todd Warriner und einem Erstrunden-Draftpick während des NHL Entry Draft 1994 an die Toronto Maple Leafs abgegeben. Die Nordiques de Québec erhielten im Gegenzug die Spieler Wendel Clark, Sylvain Lefebvre und Landon Wilson, sowie ebenfalls einen Erstrunden-Draftpick des Jahres 1994. 

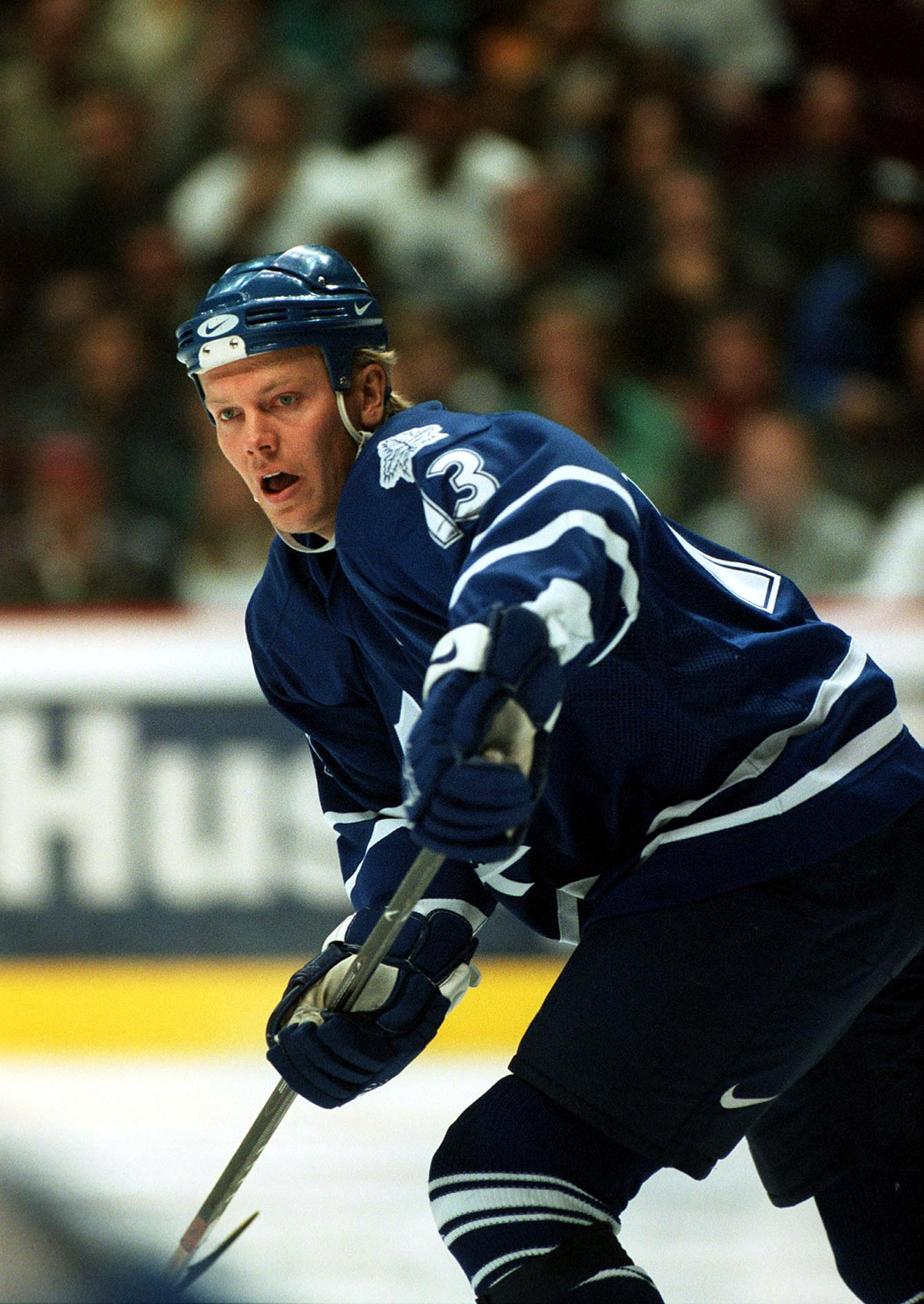
Sundin im Trikot der Toronto Maple Leafs

Da die Saison 1994/95 aufgrund des Spielerstreiks teilweise ausfiel, verbrachte Sundin die spielfreie Zeit bei seinem Heimatklub Djurgårdens IF in Schweden. Dort absolvierte er allerdings nur zwölf Spiele und kehrte nach Beendigung des Streiks nach Nordamerika zurück. In Toronto beendete er die laufende Saison. Im Jahr 1997 wurde Sundin bei den Toronto Maple Leafs zum Kapitän ernannt. Damit war er der erste europäische Kapitän der Maple Leafs. Im gleichen Jahr gewann er erneut den Viking Award und wurde nach 1996 zum zweiten Mal für das NHL All-Star Game nominiert. 
Seine ersten Erfolge auf Klubebene konnte Sundin während der Spielzeit 1998/99 erreichen, als er mit den Maple Leafs als Zweitplatzierter der Northeast Division nach zwei Jahren wieder in die Play-offs einziehen konnte. Dort besiegte er mit seinem Team in der ersten Runde zunächst die Philadelphia Flyers und in der zweiten Runde die Pittsburgh Penguins. Somit zogen die Maple Leafs in die Conference Finals ein, die sie allerdings gegen die Buffalo Sabres verloren. Dies war der größte Erfolg, den Sundin mit den Toronto Maple Leafs in seiner Karriere erreichen konnte. In den folgenden zwei Spielzeiten 1999/00 und 2000/01 schied er mit seinem Klub bereits in der zweiten Runde der Play-offs aus. Am 10. März 2003, während seiner neunten Spielzeit bei den Toronto Maple Leafs und seiner insgesamt 13. in der NHL, erreichte Mats Sundin als erster Schwede die 1000-Punkte-Marke. Damit gehört er zu den wenigen Spielern, die dies in der bisherigen NHL-Geschichte schaffen konnten. 
Drei Jahre später erzielte er im Spiel gegen die Calgary Flames sein 500. Tor in der NHL und war damit der 35. Spieler, der diese „Schallmauer“ erreichen konnte. Bei den Maple Leafs blieb Sundin bis zum Sommer 2008, ehe er als Free Agent einen Zweijahresvertrag bei den Vancouver Canucks unterschrieb, der ihm 20-Millionen-Dollar einbringen sollte. Damit war er einer der bestbezahlten NHL-Spieler aller Zeiten. Vorher hatte er bereits Angebote von seinem bisherigen Klub, den Toronto Maple Leafs, den New York Rangers und den Montréal Canadiens erhalten, entschied sich jedoch im Dezember 2008 für die Canucks.
In Vancouver traf er auf seine beiden Landsmänner sowie ehemaligen Nationalmannschafts-Kollegen, Daniel und Henrik Sedin. Sein erstes Spiel für die Canucks absolvierte er am 7. Januar 2009. Nur wenige Monate später, Ende September 2009, erklärte der mittlerweile 38-jährige Sundin seine Karriere auf einer Pressekonferenz in Stockholm für beendet. Diese Entscheidung begründete er mit seinem Alter. Seine Leistungen hatten in der letzten Spielzeit seiner Karriere nachgelassen. So erzielte er für die Vancouver Canucks in 49 Ligapartien 36 Scorerpunkte und war damit nicht die erhoffte Verstärkung der Mannschaft. In seiner Karriere nahm Sundin zwischen 1996 und 2004 an acht All-Star-Spielen der National Hockey League teil. Des Weiteren gewann er insgesamt vier Mal den Viking Award und 2008 den Mark Messier Leadership Award für den Spieler mit den besten Führungsqualitäten der NHL. Hinzu kamen zwei Nominierungen für das NHL Second All-Star Team in den Jahren 2002 und 2004.
Am 12. November 2012 wurde Mats Sundin in die Hockey Hall of Fame aufgenommen.

### International
Insgesamt absolvierte Sundin 74 Länderspiele für die schwedische Nationalmannschaft und erzielte dabei 36 Tore und 49 Assists. Sein erstes Turnier für die A-Nationalmannschaft bestritt er im Jahr 1991, als er mit Schweden an der Weltmeisterschaft teilnahm. Mit einem ersten Platz in der Meisterrunde gewann seine Mannschaft die Goldmedaille. Der Stürmer war des Weiteren der Topscorer der WM. Wenig später startete er mit Schweden beim Canada Cup 1991. Dort erreichte er mit seinem Team den vierten Platz nach der Gruppenphase und schied im anschließenden Halbfinale mit 0:4 gegen die USA aus. Ein Jahr später nahm er an der Weltmeisterschaft 1992 teil. Mit dem Gewinn der Goldmedaille feierte Sundin zudem seinen zweiten WM-Titel mit der schwedischen Nationalmannschaft. Sundin, der bei diesem Turnier acht Scorerpunkte erzielen konnte, wurde außerdem als bester Stürmer ausgezeichnet.
Nachdem er die WM 1993 auf Grund der Play-off-Teilnahme seiner Nordiques de Québec verpasst hatte, gewann er 1994 WM-Bronze. Während das Halbfinale mit 0:6 gegen den späteren Weltmeister Kanada verloren ging, gewann er mit Team Schweden das Spiel um Platz 3 mit 7:2 gegen die USA. Sundin wurde nach dem Turnier zum zweiten Mal nach 1991 als Topscorer der WM ausgezeichnet. Anschließend nahm er erst wieder 1998 an einer Weltmeisterschaft teil. Mit dem erneuten Gewinn der Goldmedaille und der Berufung ins All-Star-Team der Weltmeisterschaft stieg Sundin zu einem der erfolgreichsten Nationalspieler Schwedens auf. 
Es folgte eine Bronzemedaille bei der WM 2001, eine Teilnahme an den Olympischen Winterspielen 2002 sowie eine Silbermedaille bei der Weltmeisterschaft 2003. Sein letztes Turnier auf internationaler Ebene bestritt Sundin im Jahr 2006, als er zum dritten Mal an den Olympischen Winterspielen teilnahm. Mit einem 3:2-Finalsieg gegen Finnland gewann er mit Schweden olympisches Gold. Dies ist der größte Erfolg seiner Karriere. Sundin konnte in acht Spielen acht Mal punkten.

## Erfolge und Auszeichnungen
| - 1990 Schwedischer Meister mit Djurgårdens IF - 1990 Schwedischer Juniorenspieler des Jahres - 1991 Schwedisches All-Star-Team - 1992 Schwedisches All-Star-Team - 1993 Viking Award - 1994 Viking Award - 1994 Schwedisches All-Star-Team - 1996 Teilnahme am NHL All-Star Game - 1997 Teilnahme am NHL All-Star Game - 1997 Viking Award - 1997 Schwedisches All-Star-Team - 1998 Teilnahme am NHL All-Star Game - 1998 Schwedisches All-Star-Team | - 1999 Teilnahme am NHL All-Star Game - 2000 Teilnahme am NHL All-Star Game - 2001 Teilnahme am NHL All-Star Game - 2002 Teilnahme am NHL All-Star Game - 2002 NHL Second All-Star Team - 2002 Viking Award - 2002 Schwedisches All-Star-Team - 2003 Teilnahme am NHL All-Star Game (verletzungsbedingte Absage) - 2004 Teilnahme am NHL All-Star Game - 2004 NHL Second All-Star Team - 2008 Mark Messier Leadership Award - 2012 Aufnahme in die Hockey Hall of Fame - 2013 Aufnahme in die Schwedische Eishockey-Ruhmeshalle |

### International
| - 1990 Silbermedaille bei der Weltmeisterschaft - 1991 All-Star-Team des Canada Cup - 1991 Goldmedaille bei der Weltmeisterschaft - 1991 Topscorer der Weltmeisterschaft - 1991 Bester Torschütze der Weltmeisterschaft - 1991 All-Star-Team der Weltmeisterschaft - 1992 Goldmedaille bei der Weltmeisterschaft - 1992 Bester Stürmer der Weltmeisterschaft - 1992 All-Star-Team der Weltmeisterschaft - 1994 Bronzemedaille bei der Weltmeisterschaft - 1994 Topscorer der Weltmeisterschaft | - 1996 All-Star-Team des World Cup of Hockey - 1998 Goldmedaille bei der Weltmeisterschaft - 1998 All-Star-Team der Weltmeisterschaft - 2001 Bronzemedaille bei der Weltmeisterschaft - 2002 All-Star-Team der Olympischen Winterspiele - 2003 Silbermedaille bei der Weltmeisterschaft - 2003 Wertvollster Spieler der Weltmeisterschaft - 2003 Bester Stürmer der Weltmeisterschaft - 2003 All-Star-Team der Weltmeisterschaft - 2006 Goldmedaille bei den Olympischen Winterspielen - 2013 Aufnahme in die IIHF Hall of Fame |

## Karrierestatistik

### International
Vertrat Schweden bei:
| - U18-Junioren-Europameisterschaft 1988 - U18-Junioren-Europameisterschaft 1989 - U20-Junioren-Weltmeisterschaft 1990 - Weltmeisterschaft 1990 - Weltmeisterschaft 1991 - Canada Cup 1991 - Weltmeisterschaft 1992 - World Cup of Hockey 1996 | - Weltmeisterschaft 1994 - Olympischen Winterspielen 1998 - Weltmeisterschaft 1998 - Weltmeisterschaft 2001 - Olympischen Winterspielen 2002 - Weltmeisterschaft 2003 - World Cup of Hockey 2004 - Olympischen Winterspielen 2006 |

(Legende zur Spielerstatistik: Sp oder GP = absolvierte Spiele; T oder G = erzielte Tore; V oder A = erzielte Assists; Pkt oder Pts = erzielte Scorerpunkte; SM oder PIM = erhaltene Strafminuten; +/− = Plus/Minus-Bilanz; PP = erzielte Überzahltore; SH = erzielte Unterzahltore; GW = erzielte Siegtore; 1 Play-downs/Relegation; Kursiv: Statistik nicht vollständig)